# (7777) Consadole
(7777) Consadole est un astéroïde de la ceinture principale.

## Description
(7777) Consadole est un astéroïde de la ceinture principale. Il fut découvert le 15 février 1993 à Kushiro par Seiji Ueda et Hiroshi Kaneda. Il présente une orbite caractérisée par un demi-grand axe de 2,32 UA, une excentricité de 0,10 et une inclinaison de 4,0° par rapport à l'écliptique.

## Compléments